# Ключевка (Троицкий район)

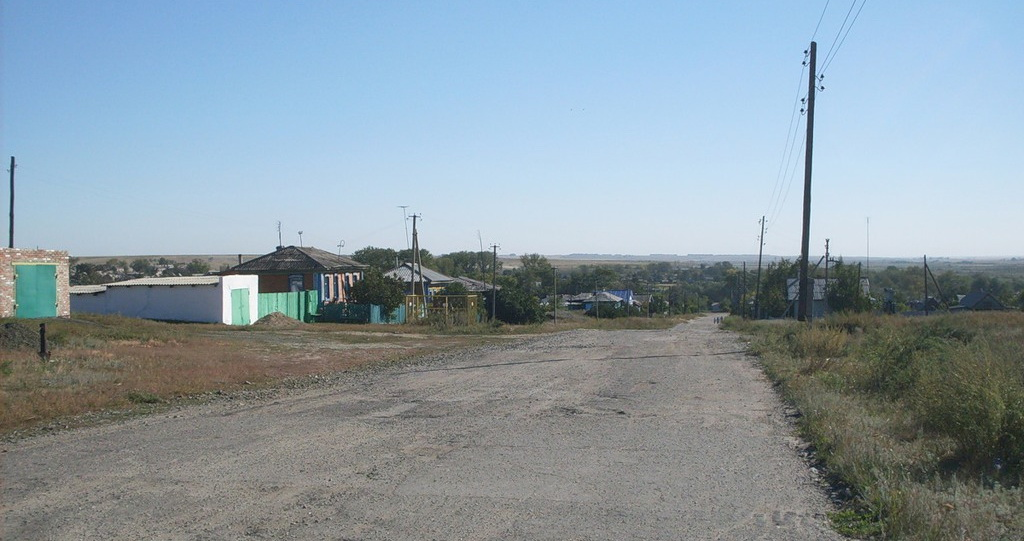
Ключевка, сентябрь 2010

Ключе́вка — село в Троицком районе Челябинской области. Административный центр Ключевского сельского поселения.

## География
Недалеко от села протекает река Уй. Расстояние до районного центра, города Троицка, 27 км.

## История
Село основано как редут (или форт — нескольких землянок с надолбами). Ключевой после 1744 на Уйской укреплений линии. В форт прикомандировывались служилые башкиры (до 100 чел.), которые несли охрану пограничной линии.
В 1840 в станицу Ключевскую планировалось поселить 201 казака, 5 гос. крестьян, 4 отставных солдат и малолеток. К кон. 1880-х гг. построены церковь, школа, действовали водяная и ветряная мельницы; по вторникам устраивался базар. К 1900 насчитывался 481 двор.
До 1924 Ключёвка являлась центром Ключевской станицы. По данным переписи, в 1926 в селе работала лавка, действовали потребит. кооператив, мед. и вет. пункты. В 1930 организовано нескольких колхозов, которые в 1932 объединились в крупный колхоз «Третий решающий».
В 1942—57 на территории села располагалось центр. отделение Ключевской МТС, с 1951 — центральная усадьба объединена колхоза «Большевик», с 1957 — центральная усадьба совхоза «Ключевской», с 1992 — СХПП «Ключевское».
В 1941—53 действовал детский дом для осиротевших во время Великой Отечественной войны.

## Население
| 2002 | 2010  |
| ---- | ----- |
| 1241 | ↘1157 |

По данным Всероссийской переписи, в 2010 году численность населения села составляла 1157 человек (531 мужчина и 626 женщин).
(в 1873—2159, в 1900 — 3140, в 1926 — 3332, в 1950—1307, в 1963—1800, в 1970—1700, в 1983—1436, в 1995—1431)

## Достопримечательности
В селе находится церковь Святого Пророка Илии XIX века.